# Allegro en do majeur, KV 1b (Mozart)
 (avril 2023).
Si vous disposez d'ouvrages ou d'articles de référence ou si vous connaissez des sites web de qualité traitant du thème abordé ici, merci de compléter l'article en donnant les références utiles à sa vérifiabilité et en les liant à la section « Notes et références ».
| Allegro en do majeur |

L'Allegro pour clavier en do majeur, KV 1b, est une brève pièce, composée par Wolfgang Amadeus Mozart à Salzbourg entre les mois de janvier et mars 1761, quand il avait seulement cinq ans. Ce morceau de musique est probablement la seconde composition de Mozart, et il se trouve dans le Nannerl Notenbuch, un petit cahier que Leopold Mozart, le père de Wolfgang, employait pour enseigner la musique à ses enfants. La pièce a été mise par écrit par Leopold, car le petit Wolfgang était trop jeune pour savoir écrire la musique.   

## Description
C'est une pièce très courte, comprenant seulement douze mesures, et écrite dans la tonalité de do majeur et jouée à 
. Elle est habituellement interprétée au clavecin, mais elle peut-être jouée sur d'autres instruments à clavier.

## Analyse
Comme l'indique le tempo, c'est une pièce rapide et vive et, au contraire que l'Andante en do majeur KV 1a, elle n'est pas basée sur la répétition de phrases. Elle commence par une gamme ascendante sur trois mesure, jouée à la main droite depuis la dominante (sol) jusqu'à la médiante (mi) sur le parties fortes des deux temps de la mesure, pendant que la main gauche ajoute un contrepoint dans les parties faibles. Après avoir atteint un point culminant, la pièce se poursuit en une série de noires et de croches, accompagnées par une basse très simple. Curieusement, la cadence finale se situe entre la huitième et la neuvième mesure: dans les quatre dernières mesures, qui occupent un quart de la composition totale, Mozart introduit divers changements sur un accord de do majeur sans ornements. Les seuls ornements qui apparaissent tout au long de la pièce sont des appogiatures.